# 水南头
水南头是中国广东省广州市从化区的一个自然村。在太平镇西北面约4000米，是水南村的驻地。相传宋朝时期，骆氏一族迁徙至此定居。此地山岭形态独特，恰似龟蛇在水岩头下方相会，村落因此得名水岩头。后取“岩”字谐音，将其改为“南”字，村落名称便定为水南头。1998年时，全村人口1536人。